# Lúcio Gélio Publícola
Lúcio Gélio Publícola (m. 54 a.C.; em latim: Lucius Gellius Publicola) foi um político da gente Gélia da República Romana eleito cônsul em 72 a.C. com Cneu Cornélio Lêntulo Clodiano. Um aliado de Pompeu, foi um dos generais a lutar na Terceira Guerra Servil contra as forças de Espártaco. Lúcio, cônsul em 36 a.C., era seu filho.

## Carreira

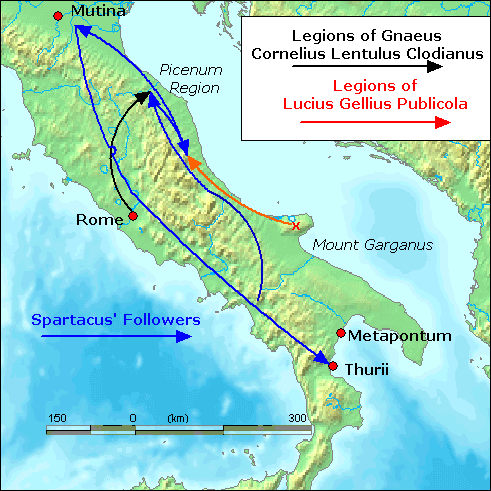
Derrotas consulares na Terceira Guerra Servil (72 a.C.)

Publícola foi o primeiro de sua gente a chegar ao consulado e, ainda muito jovem, lutou com Caio Papírio Carbão como contubernalis. Sua carreira no cursus honorum começou com sua eleição a questor em 102 a.C., seguida pela de edil em 96 a.C.. Foi depois pretor peregrino em 92 a.C. e propretor na província romana da Acaia no ano seguinte. Durante o seu governo ofereceu, como gozação, uma mediação entre os filósofos rivais de Atenas para conciliar as suas controvérsias.
Em 89 a.C., Publícola era um dos legados mais sêniores de Pompeu Estrabão, dando início a uma longa associação com sua família que continuaria com o filho dele, Pompeu Magno. Em 74 a.C.,  defendeu a causa de Marco Otávio Lígure, cujo adversário fora injustamente favorecido pelo pretor Caio Verres. A amizade com Pompeu era tamanha que, quando chegou ao consulado, em 72 a.C., Publícola foi considerado como sendo um "cônsul pompeiano" por defender uma lei que validava algumas concessões de cidadania romana realizadas por Pompeu na Hispânia. Publícola e seu colega, Cneu Cornélio Lêntulo Clodiano, também asseguraram que nenhum cidadão nas províncias poderia ser julgado in absentia por crimes capitais — uma tentativa de proteger Estênio de Termas das maquinações de Verres na Sicília.
Porém, o grande evento de seu consulado foi a revolta de Espártaco e a irrupção da Terceira Guerra Servil. Depois de conseguir diversas vitórias sobre algumas forças romanas mal-preparadas, o Senado finalmente reconheceu Espártaco como uma ameaça série e enviou os dois cônsules para enfrentar o exército de escravos com quatro legiões. Depois de algum sucesso inicial, Publícola derrotou Crixo e 30 000 escravos rebeldes na Batalha de Gargano, perto da Apúlia, e marchou para o norte perseguindo as forças de Espártaco. Com Clodiano barrando sua marcha, os cônsules esperavam aprisioná-lo entre seus dois exércitos. O exército de escravos de Espártaco destruiu as duas legiões de Clodiano, se virou e derrotou as outras duas legiões de Publícola. Reunindo o que restou de suas respectivas forças, os dois cônsules foram novamente derrotados perto de Piceno.
Humilhados por estas derrotas, logo depois, no início do outono, Publícola e Clodiano foram sacados do comando pelo Senado Romano e a direção da guerra foi entregue a Crasso. Este revés na carreira de Publícola foi, porém, temporário. Com o apoio de Pompeu, os dois foram nomeados censores em 70 a.C. e deram início a um expurgo sistemático do Senado Romano, removendo cerca de 64 senadores, entre eles diversos ligados ao julgamento de Opiânico, além de outras importantes figuras da política romana na época, como Caio Antônio Híbrida e Públio Cornélio Lêntulo Sura (a maioria deles foi depois inocentados pela corte e reassumiram suas funções). Eles identificaram 910 000 cidadãos e possivelmente nomearam Mamerco Emílio Lépido Liviano como príncipe do senado. Foi durante a sua censura que Pompeu, eleito cônsul, apareceu como um equestre comum no solene desfile dos equites, e, em meio aos aplausos dos espectadores, levou o seu cavalo frente da cadeira curul dos censores e respondeu às perguntas de praxe.

## Anos finais
Em 67 a.C., Publícola estava servindo como legado com imperium pretorial sob Pompeu, que havia recebido um comando extraordinário para livrar o Mediterrâneo de piratas. Públicola recebeu o comando das forças na costa toscana da Itália. Apesar de Pompeu ter seguido logo depois para o oriente, Publícola permaneceu no comando da frota italiana até 63 a.C..
Durante a Primeira Conspiração de Catilina houve uma tentativa para se apoderar da sua frota e, ainda que tenha conseguido impedi-la, esteve à beira da morte. Por isso, em 63 a.C., apoiou ativamente a Cícero na repressão da segunda conspiração, e propôs que Cícero devia ser recompensado com uma coroa cívica. A partir de então foi muito próximo do orador e do partido aristocrático dos optimates, ao qual continuou dando seu apoio em 59 a.C., discursando contra a lei agrária de Júlio César. Dois anos depois, votou a favor do retorno de Cícero do exílio.
Publícola ainda vivia em 55 a.C., quando Cícero realizou seu discurso contra Lúcio Calpúrnio Pisão Cesonino, mas morreu logo depois. Casou-se duas vezes e teve um filho de seu primeiro casamento, Lúcio, que foi cônsul em 36 a.C..